# Болото «Чорний ліс»
Боло́то «Чо́рний ліс» — гідрологічна пам'ятка природи загальнодержавного значення в Україні, найпівденніше в Україні сфагнове болото. Розташована в межах Знам'янського району Кіровоградської області, в межах лісового масиву «Чорний ліс», що на північний захід від міста Знам'янки. 
Площа 2 га. Створена в 1975 році. 
Природоохоронний статус надано з метою збереження озера за назвою Берестувате (Чорне) та прилеглих до нього заболочених ділянок. Охороняється найпівденніше в Україні сфагнове болото на межі лісостепової та степової зон. На території болота зосереджені сфагнові мохи, хвощі, папороті та інша вологолюбна рослинність, в тому числі: грушанка круглолиста, пухівка, щитник гребенястий та деякі орхідні. Більшість поверхні озера покрита лататтям. 
В озері водяться карасі.

## Цікавий факт
У XIX столітті через болото протікала річка Чорноліска, права притока Інгульця.

## Галерея

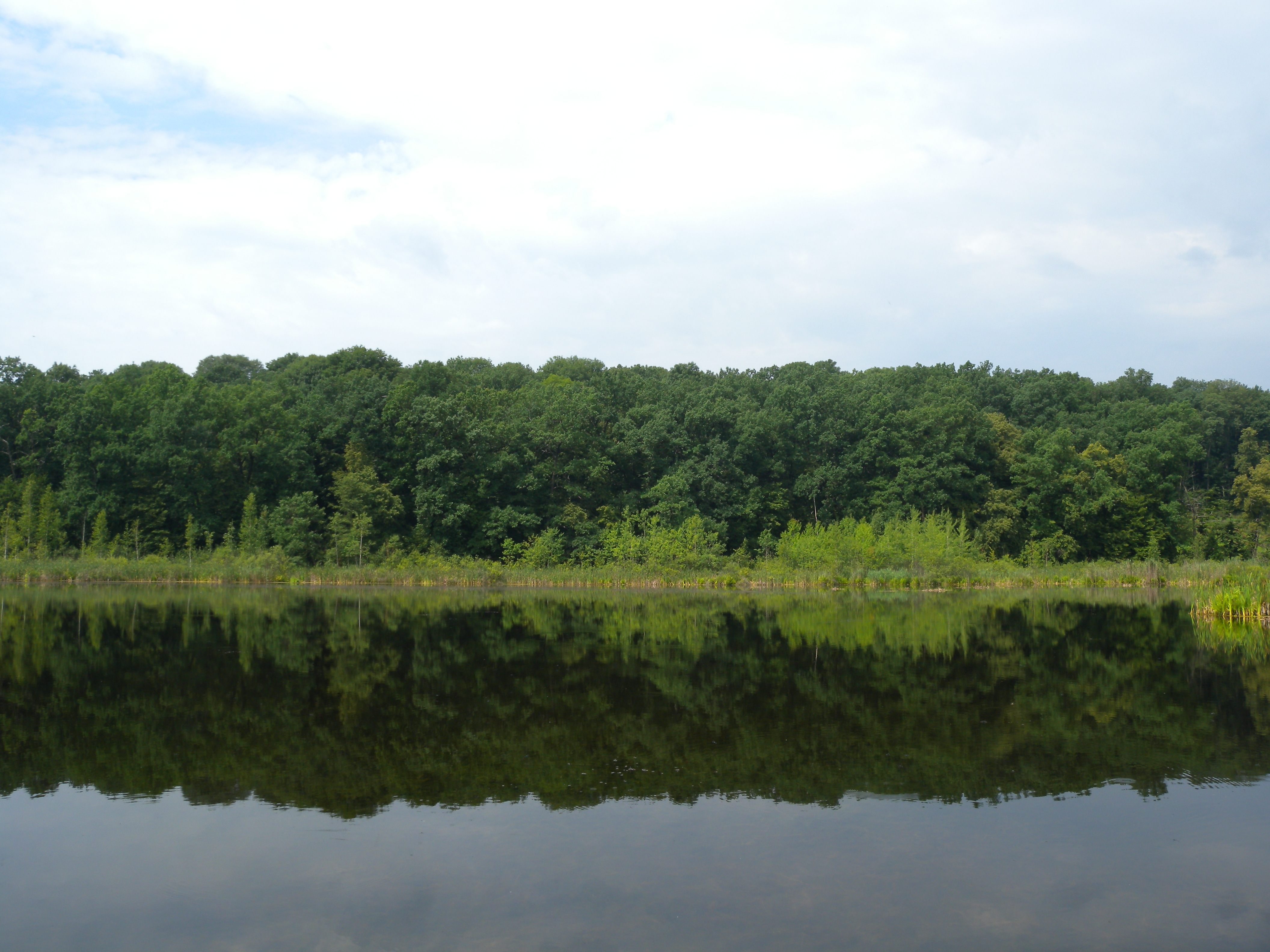
оз. Берестувате (Чорне)
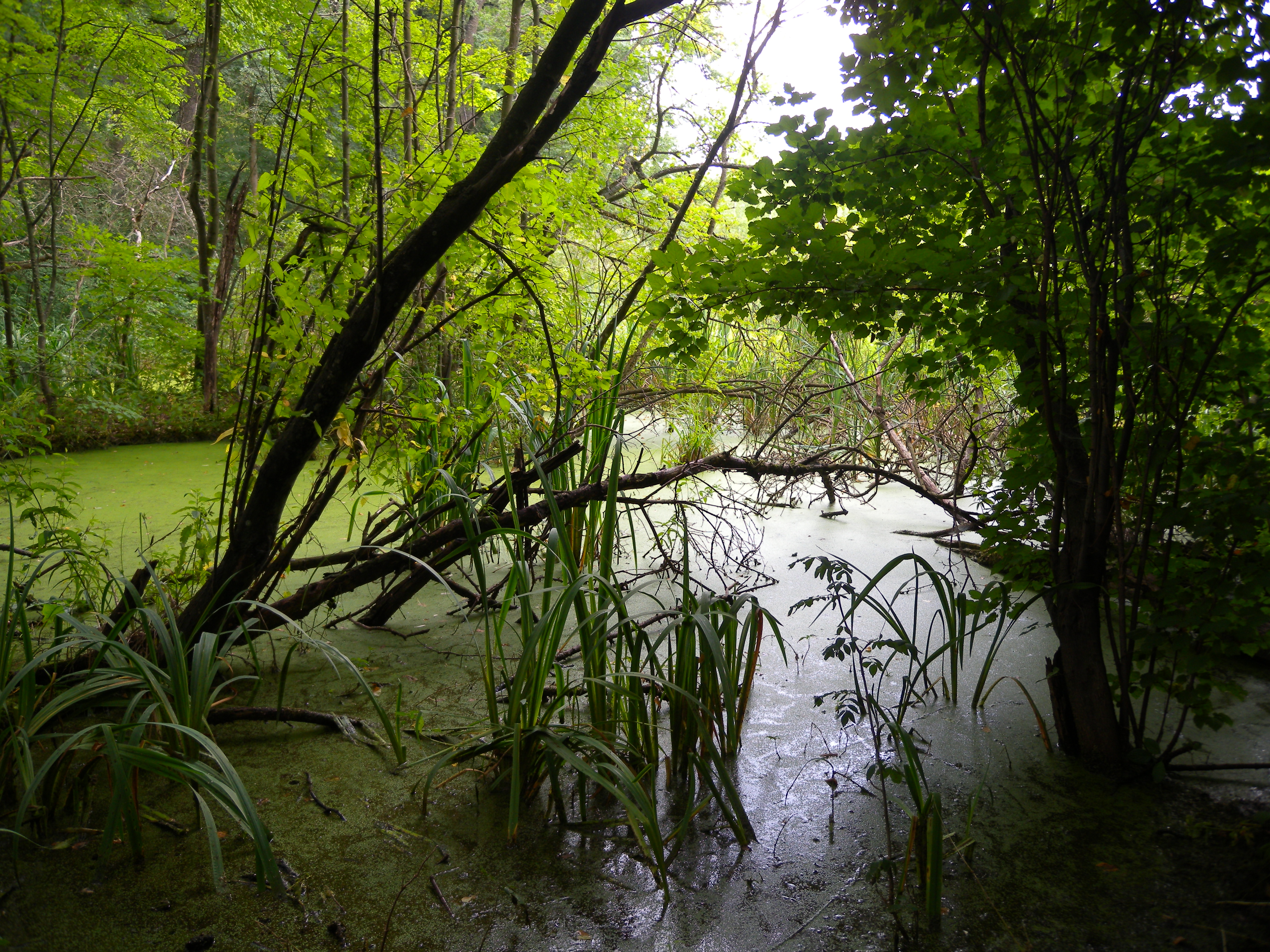
Прилеглі до озера Берестуватого заболочені ділянки
Берег озера Берестуватого (Чорного)
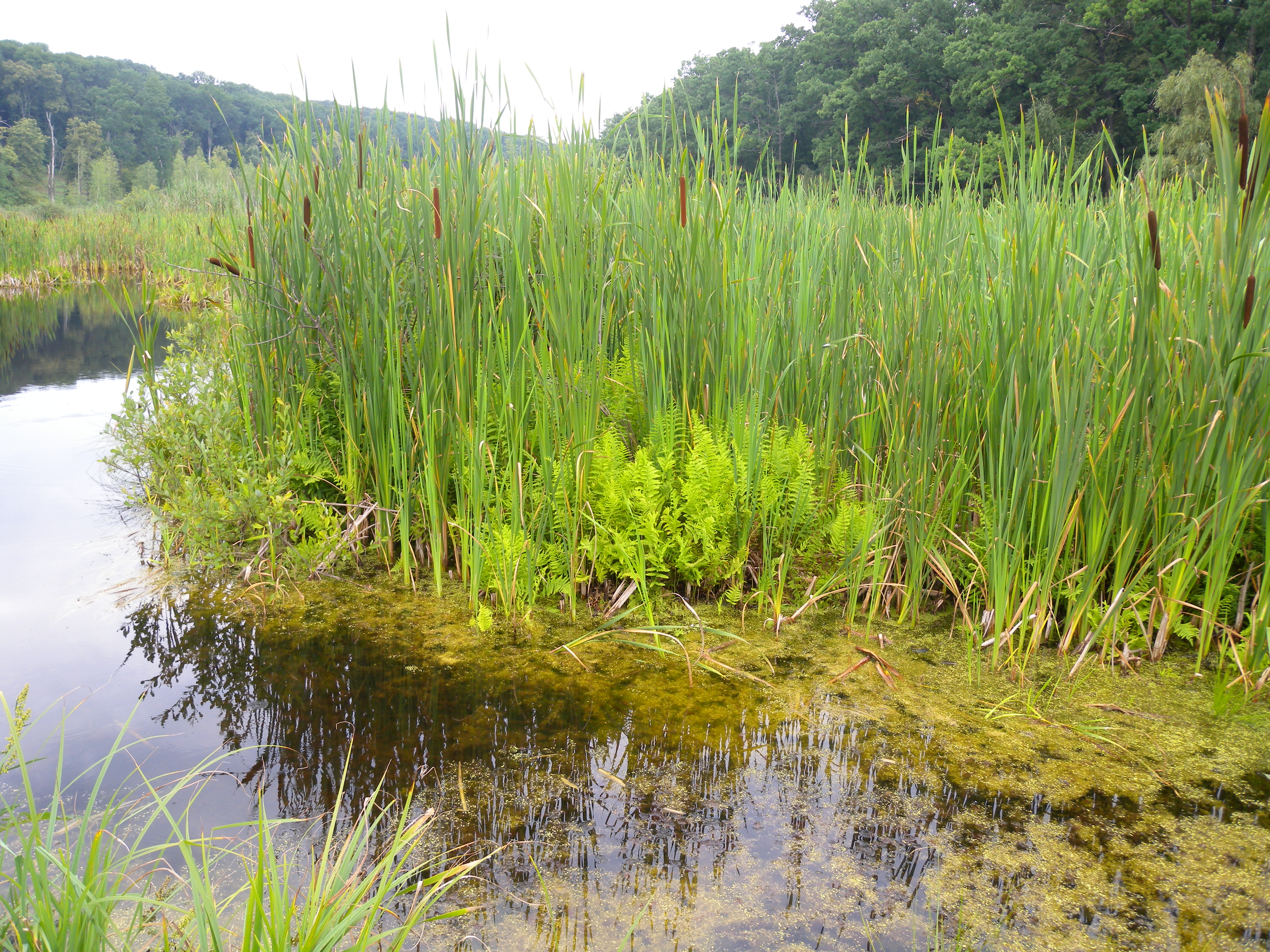
Берег озера Берестуватого
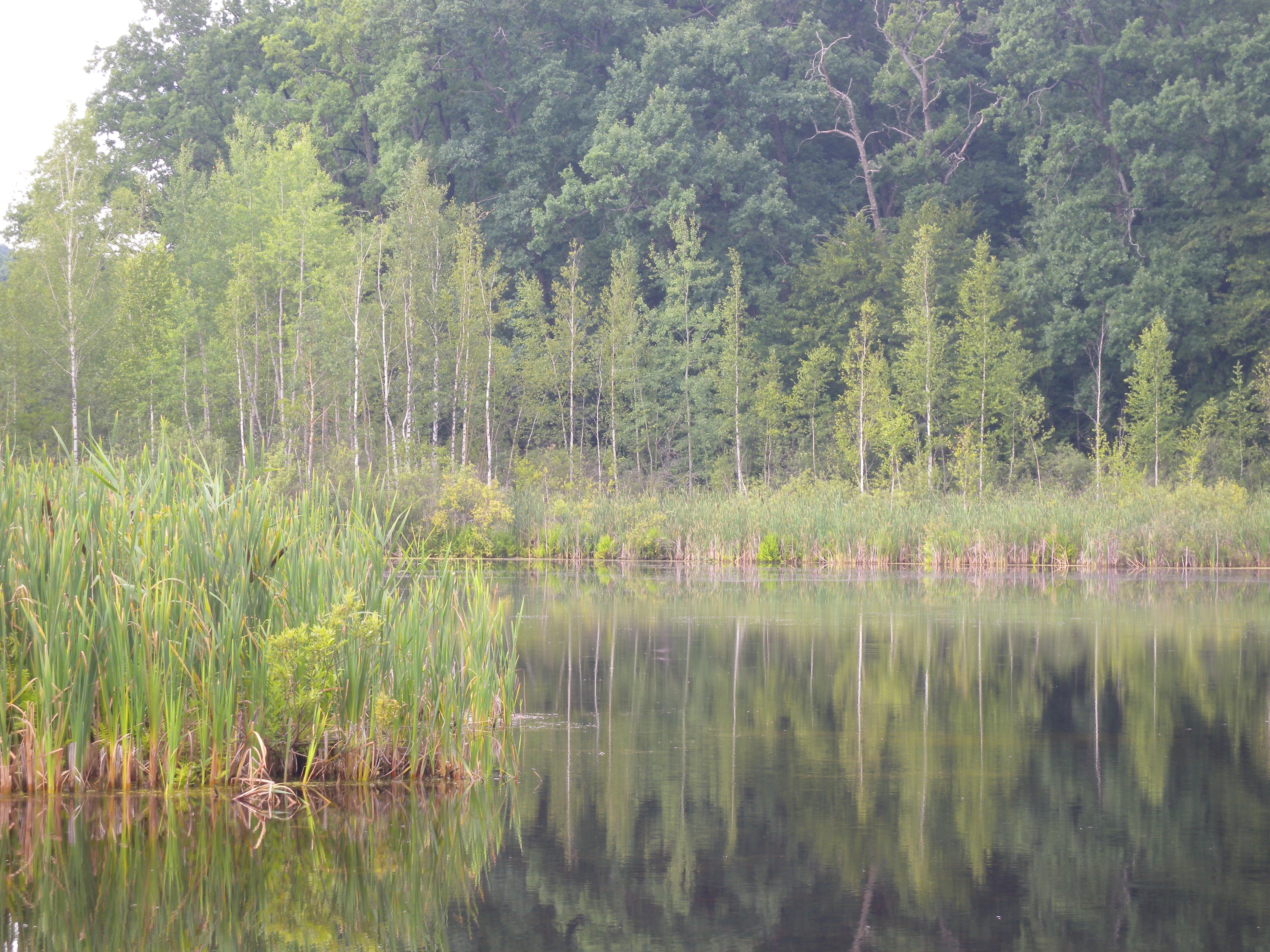
оз. Берестувате
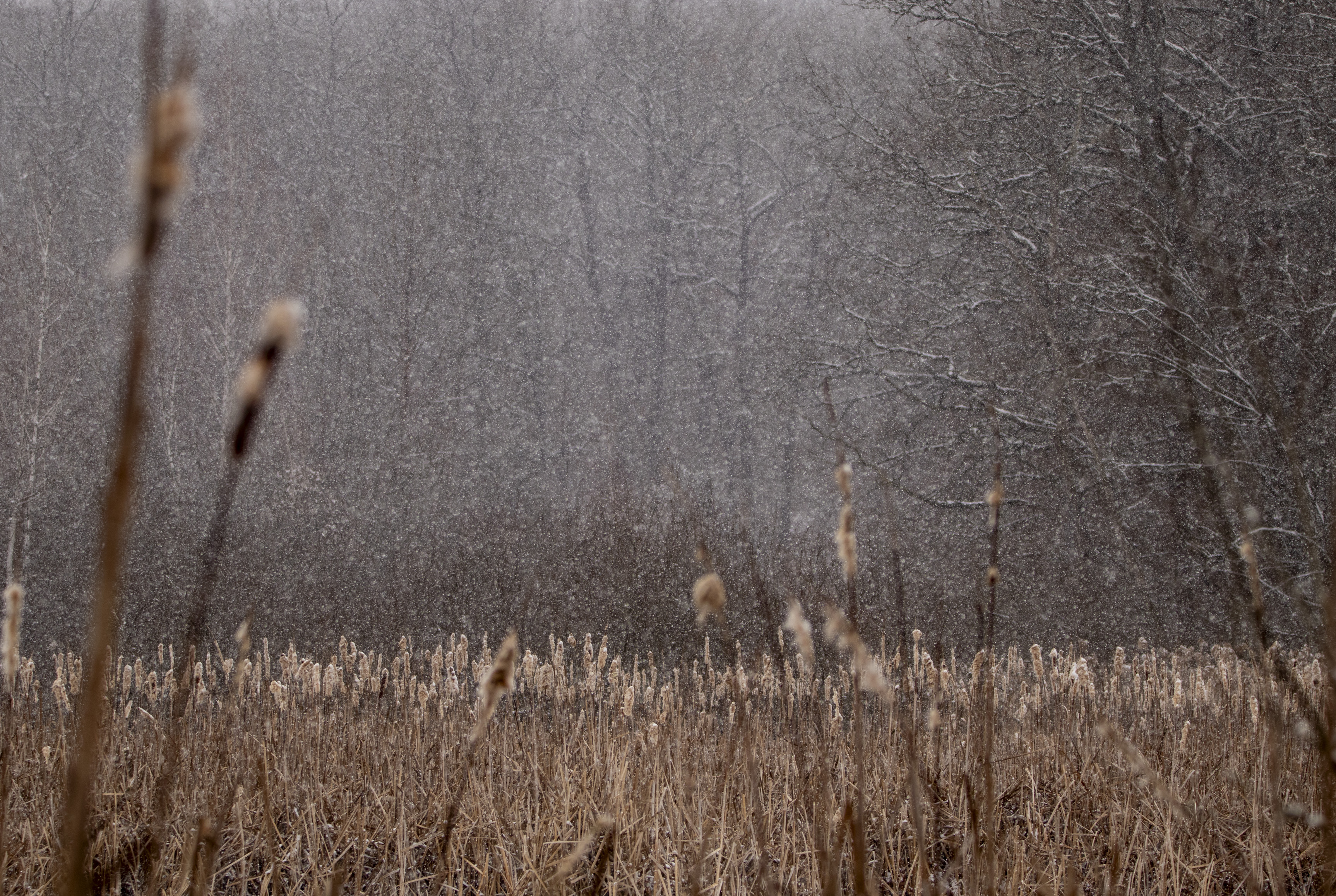
Снігопад на болоті "Чорний ліс", березень 2025